# دونوفان وارد
دونوفان وارد (بالإنجليزية: Donovan Ward)‏ هو فنان جنوب أفريقي، ولد في 1956.